# Profiline
Les profilines sont une famille de protéines de 15 kDa faisant partie des protéines liant l'actine (en) (ABP), qui, comme leur nom l'indique, se lient aux filaments d'actine. Leur rôle physiologique est complexe.
La profiline peut se lier à l'actine-G-ADP et la séquestrer, favorisant ainsi sa polymérisation. Par ailleurs, cette protéine peut ouvrir le site de liaison à l'ADP et ainsi favoriser l'échange ADP/ATP contrôlant la quantité disponible pour la polymérisation. En effet, lorsque l'actine G est liée a l'ATP, celle-ci est plus active et favorise l'élongation du polymère d'actine. La profiline se lie à la face d'un monomère d'actine opposée à la fente de liaison à l'ATP, elle bloque également le côté du monomère qui devrait normalement s'associer à l'extrémité "moins" du filament tout en laissant exposé le site du monomère pouvant se lier avec l'extrémité "plus" du filament.
La profiline à une grande affinité pour les séquences riches en proline, elle se lie ainsi à la région FH1 de la formine et permet ainsi l'élongation du filament.
Il existe quatre types de profilines, nommées profiline 1 à 4, dont les gènes sont PFN1, PFN2, PFN3 et PFN4.